# Kościół św. Elżbiety Węgierskiej w Starym Sączu
Kościół świętej Elżbiety Węgierskiej – rzymskokatolicki kościół parafialny należący do dekanatu Stary Sącz diecezji tarnowskiej.

## Historia
Obecna świątynia została wzniesiona na przełomie XIV i XV wieku. Następnie w 1644 roku została zniszczona podczas pożaru i odbudowana do 1649 roku w dużej mierze dzięki staraniom ksieni miejscowego klasztoru klarysek, Anny Lipskiej. W 1686 roku została wzniesiona lub odbudowana wieża, w XVII wieku zostały dobudowane również kaplice z lewej i prawej strony nawy. W 1795 roku podczas pożaru uszkodzone zostały wieża oraz dachy. W latach 1829–1842 świątynia została gruntownie odnowiona.

## Architektura
Jest to budowla gotycka, częściowo przebudowana w czasie baroku. Jest to świątynia murowana, wzniesiona z kamienia i cegły. Kościół posiada jedną nawę z węższym prezbiterium, zamkniętym trójbocznie, przy którym od strony północnej jest umieszczona zakrystia z dawnym skarbcem znajdującym się na piętrze, a od strony południowej znajduje się nowsza przybudówka pochodząca z 1930 roku, będąca przedsionkiem. Z lewej i prawej strony nawy są dobudowane dwie analogiczne czworokątne kaplice. Przy nawie z przodu znajduje się masywna wieża rozdzielona gzymsami na pięć kondygnacji, nakryta podwójnym baniastym dachem hełmowym z latarnią. Ściany na zewnątrz opięte są uskokowymi przyporami. Okna w prezbiterium są ostrołukowe, w jednym można zobaczyć częściowo zachowany oryginalny maswerk. Nawa i prezbiterium są nakryte dachami dwuspadowymi, rozdzielonymi trójkątnym szczytem, przechodzącym w czworokątną wieżyczkę na sygnaturkę, nakrytą daszkiem namiotowym. Przybudówki nakryte są dachami pulpitowymi. Prezbiterium i nawę nakrywają sklepienia kolebkowo-krzyżowe z dekoracyjnymi żebrami i zwornikami stiukowymi. W prezbiterium znajdują się spływy sklepień podparte filarami i arkadami przyściennymi, również kaplice nakryte są sklepieniami kolebkowo-krzyżowymi. Portal południowy prowadzący do prezbiterium jest gotycki, ostrołukowy i pochodzi z przełomu XIV i XV wieku, portal w wieży prowadzący na chór, jest renesansowy i pochodzi z XVII wieku, zachował się częściowo. Pozostałe portale reprezentują styl barokowy: główny pochodzi z 1622 roku i jest ozdobiony płaskorzeźbą św. Trójcy w nadprożu; do zakrystii od strony wschodniej pochodzi z XVII wieku oraz z prezbiterium do zakrystii, marmurowy pochodzi z 1723 roku i jest ozdobiony tablicą w nadprożu, dotyczącą fundacji przez proboszcza Andrzeja Tatarowicza. Polichromia w prezbiterium i na sklepieniu nawy głównej o charakterze figuralnym oraz dekoracyjnym pochodzi z 2. połowy XVIII wieku i jest zachowana we fragmentach. Została odsłonięta i poddana konserwacji w latach 1961–1962 pod kierownictwem Józefa Dutkiewicza. W kaplicy południowej znajduje się polichromia w stylu rokokowym, pochodząca z 2. połowy XIX wieku.

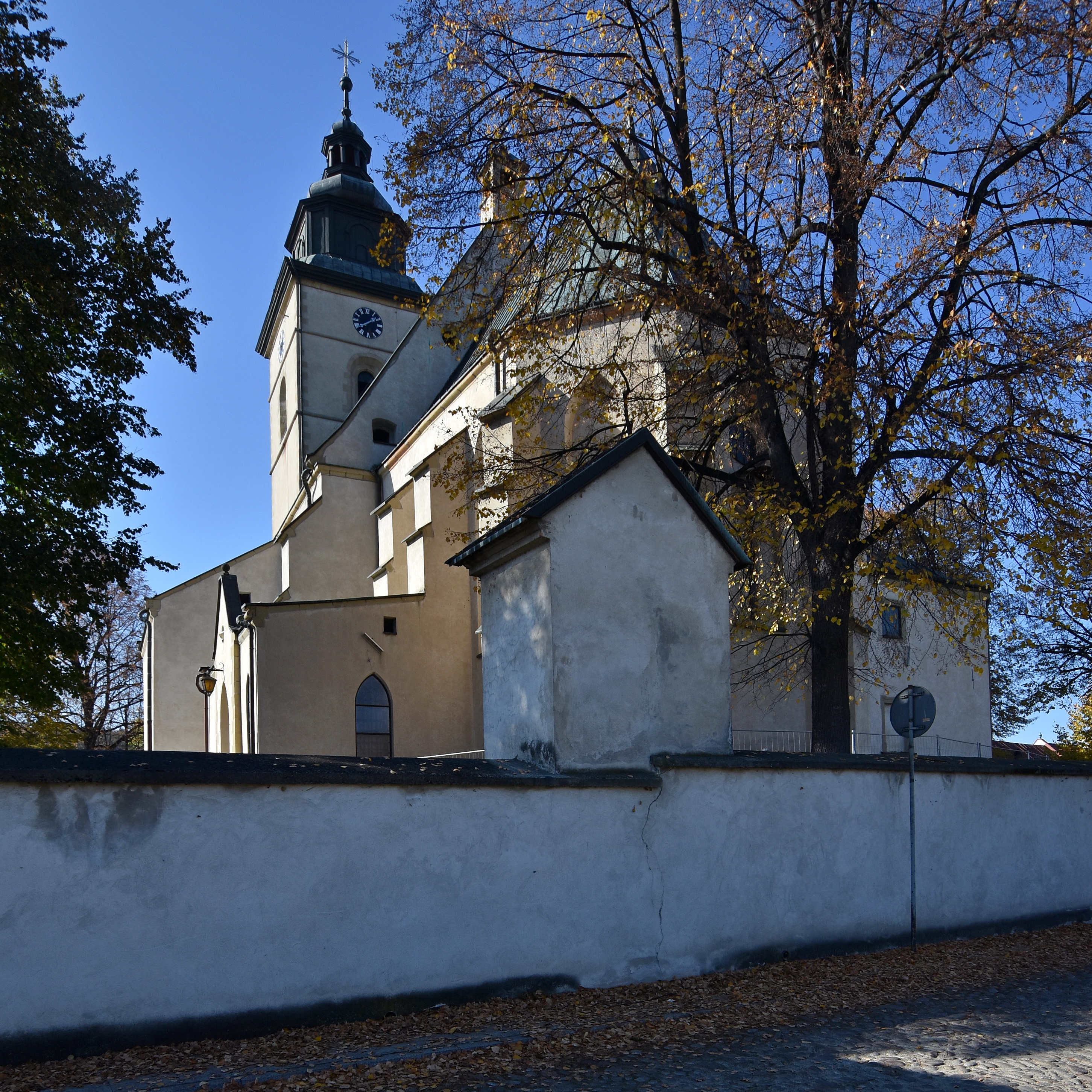
Widok od strony prezbiterium
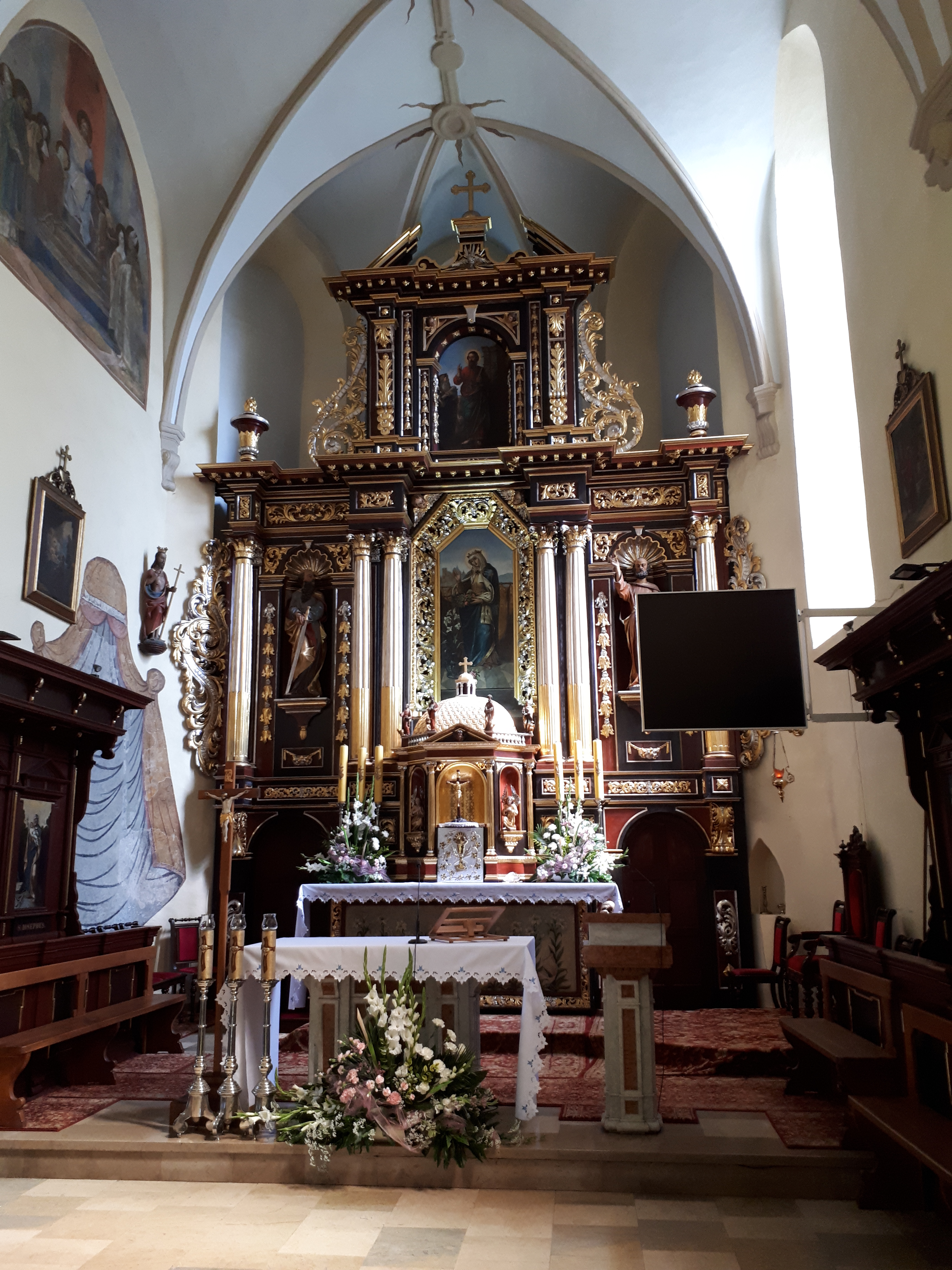
Ołtarz główny
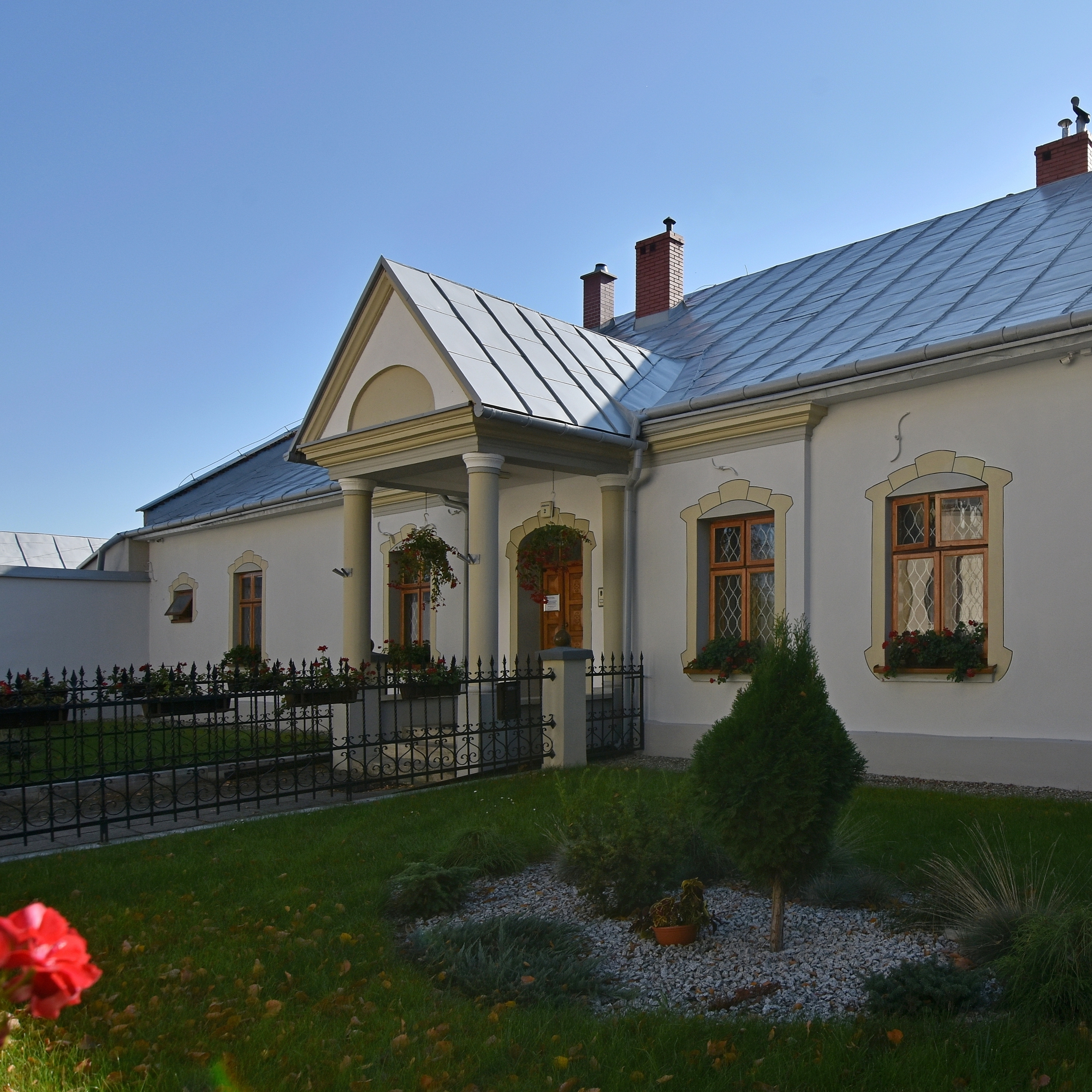
Plebania